# Mulumba Mukendi
Mulumba Calvin Mukendi (* 27. května 1985, Mbuji-Mayi) je fotbalový útočník z Demokratické republiky Kongo, od ledna 2015 bez angažmá. Mimo Demokratickou republiku Kongo působil v Etiopii, Jihoafrické republice, Rusku a na Slovensku.

## Klubová kariéra
Svoji fotbalovou kariéru začal v Amitieu Six-CH, odkud v průběhu mládežnických let přestoupil nejprve do RS Kinshasy a posléze do US Kitamba. V roce 2004 zamířil na své první zahraniční angažmá do etiopského klubu Saint George. Následně odešel do AmaZulu FC, týmu z Jihoafrické republiky. V letech 2007-2008 působil v Durbanu Stars. V roce 2008 podepsal smlouvu s jihoafrickým FC Cape Town. V létě 2012 zamířil na Slovensko do MFK Ružomberok.

### FK Volga Nižnij Novgorod
Koncem června 2013 se v tisku objevila informace, že se hráč dohodl na angažmá v ruském klubu Volga Nižnij Novgorod. Tuto zprávu krátce nato dementoval sportovní ředitel MFK Ružomberok Michal Mertinyák. Hráč jednal s ruským klubem bez souhlasu a účasti Ružomberku. Nakonec se Ružomberok s FK Volga Nižnij Novgorod dohodl na kompenzaci a Mukendi 12. července 2013 do ruského celku definitivně přestoupil. 14. července již skóroval v přípravném zápase proti FK Dynamo Moskva, ve kterém se zrodila remíza 2:2. Celkem za tým během jednoho roku odehrál 16 zápasů, ve kterých vstřelil 2 branky. Smlouva mu skončila v červnu 2014.

### FK Senica
V říjnu 2014 se vrátil na Slovensko, když přišel jako volný hráč do mužstva FK Senica. S týmem podepsal smlouvu do konce podzimní části sezony 2014/15. Ve slovenské nejvyšší soutěži za Senici debutoval v ligovém utkání 18. října 2014 proti MŠK Žilina (remíza 1:1), odehrál 57 minut. 9. 11. 2014 v 17. kole nejvyšší soutěže porazil se svým mužstvem po více než čtyřech letech v lize Slovan Bratislava. 31. 12. 2014 hráči skončila v klubu smlouva a na nové se s vedením týmu nedohodl.
Klubové statistiky
Aktuální k 4. lednu 2015
| Sezona  | Klub      | Země      | Soutěž       | Zápasy | Góly |
| ------- | --------- | --------- | ------------ | ------ | ---- |
| 2014/15 | FK Senica | Slovensko | Fortuna liga | 4      | 0    |